# Ольшевські
Ольшевські — польські шляхетські роди.
Руський чесник Юзеф з Ольшова Ольшевський купив у Александера Домініка Ґедзінського маєток Вижняни, контракт уклали в Галичі 26 вересня 1716 року.
Ольшевський (ім'я нев.) — правдоподібно, дідич Золотого Потоку, який купив у Альфреда Потоцького 1838 року.

## гербу Побуг
Представлені в Завкшенському повіті.

## гербу Прус
Представлені, зокрема, у Сєрадзькому воєводстві.
- Геронім — равський воєвода

## гербу Сліповрон
- Павел — писар земський белзький
- Ян — мечник белзький